# 1972年札幌オリンピックのノルウェー選手団
1972年札幌オリンピックのノルウェー選手団（1972ねんさっぽろオリンピックのノルウェーせんしゅだん）は、1972年2月3日から2月13日まで日本の北海道札幌市で開催された1972年札幌オリンピックのノルウェー選手団、およびその競技結果。

## 概要
今大会では金メダル2個、銀メダル5個、銅メダル5個の計12個のメダルを獲得した。
バイアスロン男子20kmでは、マグナル・ソルベルクが1968年グルノーブルオリンピックに続いて金メダルを獲得し、2連覇を達成した。

## メダル
| メダル | 選手名                                                                              | 競技                   | 種目             |
| ------ | ----------------------------------------------------------------------------------- | ---------------------- | ---------------- |
| 金     | ポール・ティルダム                                                                  | クロスカントリースキー | 男子50km         |
| 金     | マグナル・ソルベルク                                                                | バイアスロン           | 男子20km         |
| 銀     | ポール・ティルダム                                                                  | クロスカントリースキー | 男子30km         |
| 銀     | マグネ・ミルモ                                                                      | クロスカントリースキー | 男子50km         |
| 銀     | オッドヴァール・ブロー ポール・ティルダム アイバール・フォルモ ヨース・ハルヴィケン | クロスカントリースキー | 男子4×10kmリレー |
| 銀     | ロアル・グレンボル                                                                  | スピードスケート       | 男子1500m        |
| 銀     | ロアル・グレンボル                                                                  | スピードスケート       | 男子5000m        |
| 銅     | アイバル・フォルモ                                                                  | クロスカントリースキー | 男子15km         |
| 銅     | ヨース・ハルヴィケン                                                                | クロスカントリースキー | 男子30km         |
| 銅     | インゲル・アフレス アースラグ・ダール ベリト・メルドレ                              | クロスカントリースキー | 女子3×5kmリレー  |
| 銅     | ステン・ステンセン                                                                  | スピードスケート       | 男子5000m        |
| 銅     | ステン・ステンセン                                                                  | スピードスケート       | 男子10000m       |